# Birgitta Holm (konvertit)
Birgitta Holm, död efter år 1755, var en svensk katolsk konvertit. Holm konverterade från den lutherska svenska kyrkan till katolicismen under en tid då detta var ett allvarligt brott mot staten. Hon var föremål för ett religionsmål och var troligen den enda svensk som blev formellt landsförvisad för konvertering till katolicismen under 1700-talet.

## Bakgrund och kontext
Enligt Sveriges då gällande lag bestraffades en svensk medborgares konvertering från lutherska kyrkan med landsförvisning, konfiskering och förverkan av arvsrätt. Dessa lagar tillämpades också. I fallet konvertering till just katolicismen var de flesta konvertiter svenskar bosatta utomlands, oftast studenter; de svenska konvertiterna i Sverige var däremot i regel kvinnor som gift sig med utländska katoliker bosatta i Sverige. En känd konvertit var Stina Persdotter från Uppsala, som 1722 hade släppts fri sedan hon inför konsistoriet lovat återgå till den lutherska kyrkan, något hon dock så sent som 1746 inte hade gjort. Dessa kvinnor undgick trots detta i regel lagens straff. Undantaget var troligen Birgitta Holm. 

## Fallet Birgitta Holm
Birgitta Holm kom ursprungligen från Nyköping och bosatte sig sedan i Stockholm, där hon år 1753 gifte sig med den tyske katoliken Franz von den Enden, som var violinist vid Kungliga Hovkapellet. Vigseln ägde rum enligt katolsk ritual och bevittnades av von den Endens katolska vän, bildhuggaren Jacques-Philippe Bouchardon, och Holms bror och syster, båda anställda hos Bouchardon. 1754 döptes parets dotter Beata Elisabeth katolskt av legationsprästen pater Porsch. 
År 1755 fick Hovkonsistoriet, som avhandlade frågor om hovets personal, reda på att Birgitta Holm hade blivit katolik. Detta var enligt då gällande svensk lag ett allvarligt brott. Förhöret i konsistoriet ägde rum den 2 maj 1755. Hon bekände att hon hade övergått till katolicismen vid sitt giftermål och angav särskilt bikten som en orsak till sin konvertering. Hon förnekade att hon betraktade lutherdomen som kätteri och sade att hon inte förstod skillnaden mellan luthersk och katolsk lära. Hon deklarerade att hon inte var villig att återgå till den lutherska kyrkan såvida hon inte blev övertygad. Konsistoriet uppdrog då åt överhovpredikanten Gabriel Thimotheus Lütkemann och en av de andra predikanterna i hovkonsistoriet att hålla förhör med Holm i närvaro av hennes make för att övertala henne att återgå till lutherdomen. 
Då hovkonsistoriet sammanträdde den 13 augusti 1755 antecknades följande: 
”§ 9. Anmälde Kongl. Öfwerhåfpred Doctor Lutkeman, att så snart Hans Kongl Majt hade blifwit underrättad, ej allenast att HofMusicanten von Endens hustru hade changerat religion, och öfwergått från Wår till den Catholska Kyrkjan, utan och att hon oacktadt alla föreställningar som henne gjorde blifwit, icke mera welat ändra sin tanke, utan wore sinnad i den religion, hon nu antagit, att framhärda, hade hans Kongl. Majt. straxt afgifwit ordres, att von Enden med dess hustru skulle utur riket sig förfoga, som och wärckeligen skjedt, hwilket Hr. Öfwerhåfpred Dr Lutkeman, som hade Hans Kongl. Majts Nådigste befallning att communicera detta med dess Håfconsistorium, fant så mycket hugneligare för Consistorium att förnimma, och så mycket nödigare, att i protocollet låta inflyta, som hwar och en allenast utaf detta prof kan dömma om sin Konungs rena nit och stora ifwer för Wår Religions och Läras oförfallskade handhafwande och wårdande, och hwad säkert hägn, som Ricksens Prästerskap utaf sin Nådiga och milda Öfwerhet sig uti alla mål, som röra religion, kunna hafwa att förwiinta”.

## Efterspel
Det är inte fullständigt bekräftat att Birgitta Holm blev landsförvisad, eftersom inga handlingar har påträffats om saken. Holms make von den Enden kvarblev i Sverige och var fortsatt aktiv vid hovkapellet fram till sin död på Ulriksdals slott 1769. Han var då omgift. Omständigheter som stöder hypotesen att Birgitta Holm blev landsförvisad är dock att de katolska legationsprästernas förrättningsböcker inte innehåller något om henne efter 1755. I ett annat fall med en svensk kvinna som konverterat genom äktenskap med en utländsk katolik, och som ägde rum samma år – fallet Eleonora Sibrand, som gift sig med en fransk klädesvävare vid Barnängsfabriken – kvarstod hon och hennes make och barn länge i katolska dokument i Stockholm i flera år efter konsistoriets misslyckade försök att få henne att återta sin ursprungliga religion. Holm och hennes dotter förekommer inte i bouppteckningarna efter maken, medan han däremot hade stora skulder till handelsmän i sin hemstad Hamburg, och det anses troligt att hon, om landsförvisningen verkställdes, bosatte sig i makens hemstad och på hans bekostnad. Birgitta Holm var i så fall den enda svensk som landsförvisats för konvertering till katolicismen under 1700-talet. Ytterligare ett fall med en svensk katolsk konvertit, Märta Forsström, hade liknande resultat: Forsström, kammarjungfru hos Ulla Tessin, hade 1736 konverterat genom sitt äktenskap med den italienske rokokomålaren Dominico Francia. Forsström ställdes inför rätta 1743 och vägrade att återgå till lutherdomen. Året därpå reste hon till Lissabon med sin make. Det var dock rent formellt sett inte en dom, utan snarare ett tillstånd för henne att avresa med hänsyn till lagen.